# Piper arboreum
Piper arboreum är en pepparväxtart. Piper arboreum ingår i släktet Piper och familjen pepparväxter.

## Underarter
Arten delas in i följande underarter:
- P. a. arboreum
- P. a. holguinianum
- P. a. stamineum
- P. a. falcifolium
- P. a. hirtellum